# GameZone
GameZone – amerykańska strona internetowa o grach komputerowych, dostarczająca wiadomości, recenzje, zapowiedzi, materiały do pobrania, kody do gier. Zawiera także sklep oraz zrzuty i filmy z gier. Strona została założona w 1994 roku.